# 1737 Severny
Severny (asteróide 1737) é um asteróide da cintura principal com um diâmetro de 21,6 quilómetros, a 2,8569884 UA. Possui uma excentricidade de 0,0512162 e um período orbital de 1 908,54 dias (5,23 anos).
Severny tem uma velocidade orbital média de 17,16414278 km/s e uma inclinação de 9,37799º.
Esse asteróide foi descoberto em 13 de Outubro de 1966 por Lyudmila Chernykh.